# Lepthyphantes saurensis
Lepthyphantes saurensis là một loài nhện trong họ Linyphiidae.
Loài này thuộc chi Lepthyphantes. Lepthyphantes saurensis được Kirill Yuryevich Eskov miêu tả năm 1995.